# Ferdydurke
Ferdydurke es una novela del escritor polaco Witold Gombrowicz, publicada en 1937. La ilustración de portada de la primera edición la realizó Bruno Schulz.
Considerada una obra maestra del modernismo europeo, Ferdydurke fue publicada en un momento inoportuno (II Guerra Mundial), la imposición de un régimen comunista en Polonia por parte de Rusia y las décadas de exilio de su autor en Argentina casi borraron del recuerdo del público una novela que constituye una singular y extraña exploración de las costumbres políticas, nacionales y culturales. En esta historia de humor misterioso, Joey Kowalski describe su transformación de un hombre treintañero a un chico adolescente. Las hazañas de Kowalski son cómicas y eróticas -en relación con esto aparece como un modernismo cercano al dadaísmo y a los hermanos Marx más que a los elevados tonos de T.S. Eliot y Ezra Pound- pero también implica un sutil trasfondo de seriedad filosófica.
Gombrowicz está interesado en la identidad y en la manera en la que el tiempo y las circunstancias, la historia y el lugar imponen una determinada forma a la vida de las personas. Insensible, burlona y a veces brutal, la juventud de Kowalski es inexperta e inmadura, pero es también libre para deleitarse en el deseo. Gombrowicz teje dentro del libro su opinión de que la inmadurez es la fuerza que está detrás de nuestros esfuerzos creativos.
El mismo Gombrowicz escribió de su novela que no es "una sátira  sobre alguna clase social, no un ataque nihilista a la cultura... Vivimos en una era de violentos cambios, de desarrollo acelerado, en la que formas asentadas están quebrándose bajo la presión de la vida... La necesidad de encontrar una forma para lo que todavía está inmaduro, sin cristalizar y subdesarrollado, así como el gemido ante la imposibilidad de tal postulado-- este es el principal motivo de mi libro".
La primera traducción de la novela, al español, publicada en Buenos Aires en 1947, fue hecha por el propio Gombrowicz. Un comité de traducción presidido por el escritor cubano Virgilio Piñera lo ayudó en este empeño, ya que Gombrowicz sentía que no conocía el idioma lo suficientemente bien en ese momento como para hacerlo por su cuenta. 